# The Kids Aren't Alright
«The Kids Aren't Alright» és el dotzè senzill de la banda californiana The Offspring, i el tercer de l'àlbum Americana. Fou inclosa posteriorment en la compilació de grans èxits Greatest Hits.

## Informació
El títol és una al·lusió a la cançó «The Kids Are Alright» de The Who (1966). La cançó està inspirada en una visita que Holland va fer al seu antic barri de residència, Garden Grove a Orange County. Allà va conèixer que la majoria dels seus amics de la infància havien tingut destins tràgics: accidents de trànsit, drogues i altres crisis. Fou llavors quan va decidir escriure la cançó explicant vivències tristes sobre quatre joves ficticis del barri (Jamie, Mark, Jay i Brandon). La primera queda embarassada i es veu obligada a deixar l'institut, el segon és un guitarrista aficionat a la marihuana, el tercer es suïcida i el quart és víctima d'una sobredosi i mor. Seguint amb l'evolució de les lletres d'Americana, fan una nova crítica a la societat estatunidenca, en aquesta ocasió dirigint-se als adolescents.
Malgrat no tenir el mateix ressò comercial que els dos senzills predecessors de l'àlbum, posteriorment ha estat més ben considerada i es tracta d'una de les cançons més escoltades de la banda en plataformes com Last.FM i Spotify. Fou inclosa en la banda sonora de la pel·lícula The Faculty, i de fet, era la cançó de la seva escena inicial. Com altres cançons de la banda, fou inclosa en la banda sonora del videojoc Rock Band com a material descarregable.
El videoclip fou dirigit per Yariv Gaber i publicat un mes abans del senzill. Les imatges del videoclip estan realitzats mitjançant tècniques rotoscòpiques. Posteriorment fou nominat als premis MTV Video Music Awards en la categoria de millor direcció, i també inclòs en la compilació Complete Music Video Collection (2005).
La cançó formà part d'un pack de material descarregable pel videojoc Rock Band, disponible a partir del 10 de març de 2009.

## Llista de cançons

### Edició original
| Núm. | Títol                                    | Durada |
| ---- | ---------------------------------------- | ------ |
| 1.   | «The Kids Aren't Alright»                | 3:00   |
| 2.   | «Pretty Fly (for a White Guy)» (directe) |        |
| 3.   | «Walla Walla» (directe)                  |        |

### Edició alternativa
| Núm. | Títol                                           | Durada |
| ---- | ----------------------------------------------- | ------ |
| 1.   | «The Kids Aren't Alright»                       | 3:00   |
| 2.   | «Pretty Fly (for a White Guy)» (directe)        |        |
| 3.   | «Walla Walla» (directe)                         |        |
| 4.   | «Pretty Fly (for a White Guy)» (vídeo extra CD) |        |

### Segona edició alternativa
| Núm. | Títol                                    | Durada |
| ---- | ---------------------------------------- | ------ |
| 1.   | «The Kids Aren't Alright»                | 3:00   |
| 2.   | «Pretty Fly (for a White Guy)» (directe) |        |
| 3.   | «Walla Walla» (directe)                  |        |
| 4.   | «Why Don't You Get a Job?» (directe)     |        |

### Tercera edició alternativa
| Núm. | Títol                                           | Durada |
| ---- | ----------------------------------------------- | ------ |
| 1.   | «The Kids Aren't Alright»                       | 3:00   |
| 2.   | «Walla Walla» (directe)                         |        |
| 3.   | «Pretty Fly (for a White Guy)» (vídeo extra CD) |        |